# (6981) Chirman
(6981) Chirman (1993 TK2) – planetoida z grupy pasa głównego asteroid okrążająca Słońce w ciągu 4,38 lat w średniej odległości 2,67 j.a. Odkryta 15 października 1993 roku.